# Russische Sommer-Meisterschaften im Skispringen 2011
Die russischen Sommer-Meisterschaften im Skispringen 2011 fanden vom 12. bis zum 14. Oktober im kasachischen Almaty auf der Schanzenanlage Gorney Gigant statt. Zunächst sollten die Wettbewerbe in Moskau ausgetragen werden, doch gab der Präsident des russischen Skiverbandes für Skispringen und die Nordische Kombination (FSJNCR) Ende August die Verlegung nach Almaty bekannt. Die Männer trugen zwei Einzelspringen aus. Als technischer Delegierter fungierte der ehemalige sowjetische Skispringer Juri Kalinin. Die Meisterschaften fanden nur wenige Tage nach dem Unfalltod des Skispringers und Nationalmannschaftsathleten Pawel Karelin statt. Ihm zu Ehren wurde unter anderem eine Gedenkminute abgehalten.

## Austragungsort
| \| Almaty \| |
| Almaty       |

| Almaty |

## Ergebnisse

### Normalschanze
| Platz | Name                  | Föderationssubjekt      | Weite 1 | Weite 2 | Punkte |
| ----- | --------------------- | ----------------------- | ------- | ------- | ------ |
| 01.   | Alexander Sardyko     | Oblast Nischni Nowgorod | 099,0   | 097,0   | 241,5  |
| 02.   | Anton Kalinitschenko  | Oblast Kemerowo         | 098,0   | 097,0   | 238,5  |
| 03.   | Roman Trofimow        | Moskau                  | 094,0   | 099,0   | 234,5  |
| 04.   | Alexei Buiwolow       | Oblast Nischni Nowgorod | 096,0   | 097,0   | 233,5  |
| 05.   | Denis Kornilow        | Oblast Nischni Nowgorod | 096,5   | 096,0   | 233,0  |
| 06.   | Dmitri Ipatow         | Oblast Magadan          | 097,5   | 095,0   | 232,5  |
| 07.   | Ilmir Chasetdinow     | Republik Baschkortostan | 093,0   | 098,5   | 230,5  |
| 08.   | Dmitri Wassiljew      | Republik Baschkortostan | 097,5   | 092,5   | 227,5  |
| 09.   | Dmitri Sporynin       | Oblast Nischni Nowgorod | 092,5   | 094,5   | 216,5  |
| 10.   | Michail Maximotschkin | Oblast Nischni Nowgorod | 090,0   | 095,0   | 215,5  |

Datum: 13. Oktober 2011
Schanze: Normalschanze K-95
Russischer Sommer-Meister 2010:  Alexander Sardyko
Die Grundlage für die erfolgreiche Titelverteidigung Alexander Sardykos stellte der erste Durchgang dar, nach dem er bereits mit vier Punkten in Führung lag. Im Finaldurchgang zeigte Sardyko lediglich die fünftbeste Leistung, doch reichte es in der Addition zum Sieg. Den besten Sprung im zweiten Durchgang zeigte Roman Trofimow, der damit vom siebten auf den dritten Rang vorsprang. Im Gegensatz zu ihm verlor Dmitri Wassiljew mit seinem zweiten Sprung einige Plätze, sodass er seinen Bronzerang aus dem ersten Durchgang abgeben musste. Für den Altmeister Wassiljew war es jedoch erst der zweite Wettbewerb nach längerer Wettkampfpause.

### Großschanze
| Platz | Name                 | Föderationssubjekt      | Weite 1 | Weite 2 | Punkte |
| ----- | -------------------- | ----------------------- | ------- | ------- | ------ |
| 01.   | Anton Kalinitschenko | Oblast Kemerowo         | 126,0   | 131,5   | 244,5  |
| 02.   | Denis Kornilow       | Oblast Nischni Nowgorod | 125,0   | 131,0   | 241,8  |
| 03.   | Dmitri Wassiljew     | Republik Baschkortostan | 127,0   | 125,5   | 234,5  |
| 04.   | Alexander Sardyko    | Oblast Nischni Nowgorod | 121,5   | 129,5   | 232,8  |
| 05.   | Alexei Romaschow     | Sankt Petersburg        | 124,0   | 127,0   | 230,3  |
| 06.   | Ilmir Chasetdinow    | Oblast Moskau           | 126,0   | 125,0   | 229,8  |
| 07.   | Dmitri Ipatow        | Oblast Magadan          | 124,0   | 126,5   | 229,4  |
| 08.   | Roman Trofimow       | Moskau                  | 123,0   | 126,5   | 226,6  |
| 09.   | Alexander Schuwalow  | Oblast Nischni Nowgorod | 124,5   | 125,5   | 226,5  |
| 10.   | Alexei Buiwolow      | Oblast Nischni Nowgorod | 121,5   | 124,5   | 218,8  |

Datum: 14. Oktober 2011
Schanze: Großschanze K-125
Russischer Sommer-Meister 2010: nicht ausgetragen
Teilnehmer: 30
Anton Kalinitschenko gewann nach Sprüngen auf 126 und 131,5 Metern seinen ersten Meistertitel im Einzel. Nach dem ersten Durchgang war noch Dmitri Wassiljew in Führung gelegen, doch fiel dieser nach der siebtbesten Leistung im Finaldurchgang auf den dritten Platz zurück. Der erste Durchgang wurde aus der Startluke 17 abgehalten, ehe im Finaldurchgang der Anlauf um eine Luke verlängert wurde.